# Влајко Игњачевић
Влајко Игњачевић (26. децембар 1881 — 1956) био је српски књижар и антиквар, који је живео и радио у Београду. Поседовао је антикварницу "Народни гуслар" у некадашњој Фишеклији у Београду. Био је трећи у свету који је упутио телеграм намењен становницима Марса.

## Биографија
Антикварница Влајка Игњачевића "Народни гуслар" ( "Код народног гуслара" ) налазила се на адреси Краља Александра 60, у Београду. По једном извору основао је своју антикварницу 1899. године, док други извор наводи да је основана 1909. године. Куповао је старе књиге и продавао их, али није имао тачне цене кљига, него је продавао за онолико колико купац понуди. Поред књига продавао је и уметничке слике, порцелан, оружје, стари новац, ковине, намештај, поштанске марке, ископине и друго. Излог његове радње био је претрпан различитим стварима и изгледао је веома необично. Послао је телеграм становницима Марса 1928. године, чиме је добио надимак Марсовац, од својих пријатеља. Био је пријатељ песнику Тину Ујевићу, који му је 1931. године посветио једну песму. Његова антикварница је радила до 1947. године, када су је власти конфисковале. Умро је у Београду децембра 1956. године.

## Телеграм становницима Марса
Влајко је 1928. године отишао у Бежичну телеграфију, која се налазила у Кнез Михаиловој улици, да би поднео захтев да пошаље необичан телеграм. Адреса уписана на телеграму била је Становницима Марса, Васиона, а порука је гласила "Јавите имате ли античких ствари". Чиновница која је радила на благајни позвала је директора, који је затим позвао директора Поште и телеграфа. Велики број људи се укључио у питање овог телеграма, док на крају министар није одлучио да се телеграм прими, наплати и таксира. Цена телеграма је била 2.001 динар и упућен је у 15.30 по подне са радио-станице у Раковици. Овим телеграмом, Влајко је изазвао интересовање великог броја људи и сам телеграм био је залепљен на прозорско окно благајне радио-станице у Кнез Михаиловој улици. Различите радио-станице по целом свету примиле су овај телеграм.
"Ја сам се прославио и цео наш род. А наука и будућа поколења рећи ће да ли је "луди Влајко" имао право или не!"
Такође забележено је да је Влајко 1. новембра 1940. године упутио још један необичан телеграм. Овог пута послао је телеграм-честитку будућем председнику Сједињених Америчких Држава, Френклину Рузвелту пре избора, на основу свог сна још из 1936. године.